# Sarisa
Sarisa (grško: σάρισα [sarisa]), 4-7 m dolga sulica, ki jo je uvedel makedonski kralj Filip II.. Uporabljala se je v tradicionalni vojaški formaciji makedonski falangi kot zamenjava za 2-3 m dolg dori. Uporabljala se je skozi celo bizantinsko obdobje.

## Zgradba
Drog sarise je bil izdelan iz žilavega in prožnega drenovega lesa. Orožje je bilo zelo masivno, saj je 4,5 m dolga sarisa tehtala približno 4,5 kg, 5,5 m dolga pa skoraj 7 kg. Sulica je imelo železno konico v obliki lista in bronasto  zadnjo konico, ki se lahko zasadila v tla in ustavila napad nasprotnikovih vojakov. Zadnja konica je služila kot protiutež, če se je prednja konica zlomila pa tudi za bojevanje. 
Dolgo in tanko orožje so morali vojako držati z obema rokama, zato so lahko nosili samo 60 cm dolg ščit (pelta), obešen okoli vratu, ki je pokrival levo ramo. Sulica je bila sestavljena iz dveh delov, na sredini spojenih z bronasto cevjo. Orožje je bilo zaradi velike dolžine učinkovito samo proti hoplitom in vojakom, ki so bili oboroženi s krajšim orožjem. Sarisa je bila izven trdno strnjene falange neuporabna in nerodna za prenašanje na pohodih. 

## Taktika
Za skladno delovanje falange je bilo potrebno zapleteno usposabljanje vojakov. Sariso so najprej dvignili v navpični položaj, se zasukali in jo nato spustili v vodoraven položaj. Spuščanje je povzročilo soglasen sik, ki je prestrašil ilirske gorščake, proti katerim se je na začetku svojega vladanja bojeval mladi Aleksander Veliki.
Enota falangistov je na pohodih korakala v odprti formaciji, ki je olajšaja gibanje. Pred spopadom so se po potrebi prestrojili v strnjeno ali gosto formacijo (synaspismos). Formacija falangistov je ustvarila zid sulic, ki so bile tako dolge, da so celo tiste iz pete vrste segale preko vojakov v prvi vrsti. Če je nasprotnikovim vojakom uspelo uničiti prvo vrsto, so pred njimi ostale še štiri neokrnjene vrste.  Falangisti v zadnjih vrstah so imeli sulice v dvignjenem položaju, da so bile pripravljene na borbo in istočasno odbijale nasprotnikove puščice. Makedonska falanga je bila proti frontalnemu napadu neranljiva, razen proti napadu enake falange. Edini način za njeno uničenje je bil preboj ali obkolitev. 

## Zgodovina
Iznajdbo sarise se pripisuje Filipu II., ki je tudi izuril svoje vojake za uporabo tega izjemnega orožja. Nova taktika je bila neustavljiva in Filipova Makedonija, ki je bila na začetku njegovega vladanja krhka država na obrobju helenskega sveta, je na koncu njegove vladavine obvladovala celo Grčijo in Trakijo. 
Filipov sin Aleksander je novo taktiko uporabil na pohodu skozi Azijo, osvojil Egipt,  Perzijo in Pauravas (severozahodna Indija) in povsod zmagoval. Makedonska falanga je sodelovala v vseh bitkah na začetku pohoda, tudi v bitki pri Gavgameli, v kateri je s pomočjo konjenice in peltastov popolnoma uničila skitske bojne vozove perzijskega kralja. V kasnejši vojnih pohodih je Aleksander postopoma zmanjšal vlogo falange in sarise, ker je začel v svojo vojsko vključevati azijska orožja in vojake, ki niso bili izurjeni v helenistični vojaški taktiki.
Sarisa je kljub temu ostala hrbtenica vseh kasnejših helenističnih armad, predvsem armad diadohov. Višek taktičnega bojevanja s sariso je bitka pri Rafiji med Selevkidi in Ptolemejem IV., v kateri je samo napad bojnih slonov uspel prebiti nasprotnikovo falango. V nasledstvenih kraljestvih Makedonskega cesarstva so sariso podaljšali celo na 6,7 m, vendar so njeno uporabo kmalu opustili in jo skrajšali na prejšnjo velikost. Bitke so se pogosto končale z neodločenim izidom.
Kasneje je pomanjkljivo urjenje in veliko zanašanje na falango namesto na kombinirano rabo orožij privedlo do dokončnega poraza Makedoncev v bitki z Rimljani pri Pidni leta 168 pr. n. št..  Eden od vzrokov za hitro poslabšanje zmožnosti sarise je bilo tudi opuščanje bočne zaščite falange s konjenico in lahko oboroženo pehoto. Falango brez bočne zaščite je bilo zaradi njene taktične neokretnosti lahko uničiti. Sariso kot glavno orožje so postopoma zamenjali različno oblikovani, praviloma kratki meči. Visoko usposobljene enote, oborožene s sariso, je obdržal samo Pir Epirski, s pojavom manipla pa je tudi on zmagoval samo z zelo velikimi izgubami. 

## Vira
- R. Lane Fox, Alexander the Great, Penguin, 1973, ISBN 0140088784.
- M. Markle, The Macedonian Sarrissa, Spear and Related Armor, American Journal of Archeology,   81 (3), 1977, str. 323–339.